# غابرييل جيفوردز
غابرييل جيفوردز (بالإنجليزية: Gabrielle Giffords)‏ (مواليد 8 يونيو 1970 في توسون، أريزونا)، هي سياسية أمريكية من ولاية أريزونا، وهي محسوبة على الحزب الديمقراطي الأمريكي. تعرضت لإطلاق نار في رأسِها من قِبل جاريد لي لوغنر خلال اجتماع لها مع أبناء دائرتها الانتخابية، قتل بالعملية 6 أشخاص بينهم القاضي جون رول وإصابة 13 شخص آخرين.

## روابط خارجية
- غابرييل جيفوردز على موقع IMDb (الإنجليزية)
- غابرييل جيفوردز على موقع الموسوعة البريطانية (الإنجليزية)
- غابرييل جيفوردز على موقع إن إن دي بي (الإنجليزية)